# Тріатлон на Іграх доброї волі 1998
Змагання з тріатлону на Іграх доброї волі відбулися 25 липня 1988 року в Нью-Йорку (США). У них взяли участь 50 спортсменів (25 чоловіків і 25 жінок). Турнір пройшов на олімпійській дистанції: заплив на 1,5 км, їзда на велосипеді на 40 км і біг на 10 км. Переможцями стали Лоретта Гарроп і Саймон Лессінг.

## Чоловіки
| Місце | Тріатлоніст         | Країна          | Час     |
| ----- | ------------------- | --------------- | ------- |
| 1     | Саймон Лессінг      | Велика Британія | 1:46:33 |
| 2     | Крейг Волтон        | Австралія       | 1:47:24 |
| 3     | Лорен Жансельме     | Франція         | 1:47:40 |
| 4     | Грег Беннетт        | Австралія       | 1:49:27 |
| 5     | Ян Ржегула          | Чехія           | 1:49:32 |
| 6     | Нік Радкевич        | США             | 1:49:37 |
| 7     | Самуель П'єрклод    | Франція         | 1:49:55 |
| 8     | Ендрю Джонс         | Велика Британія | 1:50:30 |
| 9     | Енеко Льянос        | Іспанія         | 1:50:34 |
| 10    | Тім Дебум           | США             | 1:50:38 |
| 11    | Хав'єр Росас        | Мексика         | 1:51:05 |
| 12    | Федір Філіппов      | Росія           | 1:51:23 |
| 13    | Хідео Фукуї         | Японія          | 1:51:44 |
| 14    | Юрій Кліюхін        | Росія           | 1:51:46 |
| 15    | Джиммі Ріццителло   | США             | 1:55:43 |
| 16    | Саймон Вітфілд      | Канада          | 1:57:30 |
| 17    | Леандро Маседо      | Бразилія        | 1:57:30 |
| 18    | Конрад Штольц       | ПАР             | 1:57:59 |
| DNF   | Дмитро Гааг         | Казахстан       | DNF     |
| DNF   | Кріс Маккормак      | Австралія       | DNF     |
| DNF   | Грег Велш           | Австралія       | DNF     |
| DNF   | Джеймі Гант         | Нова Зеландія   | DNF     |
| DNF   | Гільберто Гонсалес  | Венесуела       | DNF     |
| DNF   | Александре Мансан   | Бразилія        | DNF     |
| DNF   | Сергій Івахноненков | Росія           | DNF     |

- DNF — не фінішував

## Жінки
| Місце | Тріатлоністка          | Країна        | Час     |
| ----- | ---------------------- | ------------- | ------- |
| 1     | Лоретта Гарроп         | Австралія     | 1:59:43 |
| 2     | Мішель Джонс           | Австралія     | 2:00:41 |
| 3     | Еріка Мольнар          | Угорщина      | 2:00:42 |
| 4     | Барбара Ліндквіст      | США           | 2:01:08 |
| 5     | Вейке Гогзаад          | Нідерланди    | 2:01:15 |
| 6     | Джекі Галлахер         | Австралія     | 2:01:26 |
| 7     | Емма Керні             | Австралія     | 2:01:41 |
| 8     | Ізабелла Мутон-Мішеліс | Франція       | 2:01:58 |
| 9     | Віргінія Берасатегі    | Іспанія       | 2:02:03 |
| 10    | Кійомі Нівата          | Японія        | 2:02:06 |
| 11    | Шерон Доннеллі         | Канада        | 2:02:33 |
| 12    | Мері-Еллен Поверс      | США           | 2:03:32 |
| 13    | Ніна Анісімова         | Росія         | 2:03:44 |
| 14    | Дженні Роуз            | Нова Зеландія | 2:03:52 |
| 15    | Крістіна Оск           | Франція       | 2:04:07 |
| 16    | Гейл Доуренс           | США           | 2:04:16 |
| 17    | Мієке Сейс             | Бельгія       | 2:04:36 |
| 18    | Кім Картер             | Бельгія       | 2:04:54 |
| 19    | Дженіфер Гут'єррес     | США           | 2:05:28 |
| 20    | Марі Овербю            | Данія         | 2:06:46 |
| 21    | Сандра Солдан          | Бразилія      | 2:08:13 |
| 22    | Карен Смайрс           | США           | 2:11:35 |
| 23    | Анна Іванова           | Росія         | 2:18:01 |
| 24    | Кармен Очоа            | Мексика       | 2:19:58 |
| 25    | Лаура Матта            | Коста-Рика    | 2:20:52 |